# Идезия
Идезия (лат. Idesia) — монотипный род цветковых растений семейства Ивовые (Salicaceae, ранее относимый к семейству Flacourtiaceae), помещается в трибу Flacourtieae и включает единственный вид Идезия многоплодная (лат. Idesia polycarpa).

## Название
Род назван в честь датского путешественника и дипломата Эберхарта Идеса (1657—1708), долго проживавшего в России.

## Распространение
Растение произрастает в Восточной Азии, на территории Китая, Японии, Кореи и на Тайване.

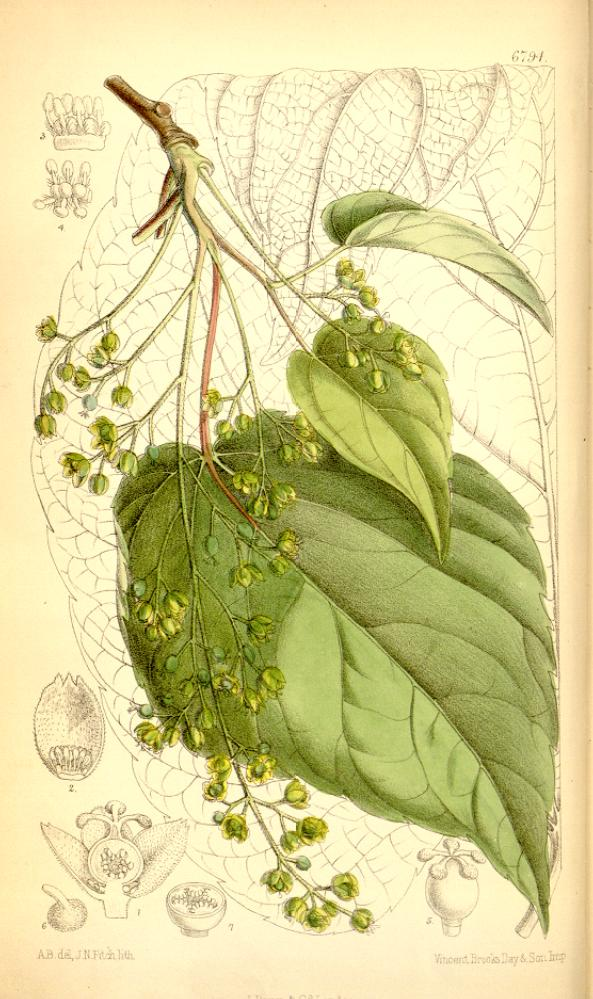
Ботаническая иллюстрация из Curtis’s Botanical Magazine vol. 111 ser. 3 nr. 41 tab. 6794 (1885)

## Описание
Листопадное дерево средних размеров, достигающее в высоту 8-21 м, с диаметром ствола до 50 см, с гладкой серовато-зелёной корой. Побеги серовато-коричневого цвета, толстые, с объёмной сердцевиной.
Листья крупные, сердцевидные, длиной 8—20 см и 7—20 см шириной, с красными черешками длиной 4—30 см, на черешках две или больше желёзок. Листовые пластинки сверху темно-зелёные, снизу сизые, с крупно-зубчатым краем.
Двудомное растение с мужскими и женскими цветками на разных деревьях; мужские цветки диаметром 12—16 мм, женские — 9 мм. Цветки мелкие, желтовато-зелёные, ароматные, и собраны в метёлки длиной от 13 до 30 см.
Плод — ягода с тонким перикарпием, диаметр ягод 5—10 мм, при созревании цвет меняется от оранжевого до тёмно-фиолетового-красного, содержит несколько коричневых семян размером 2—3 мм. Плоды обычно не сохраняются до следующей весны.

## Значение и применение
Плоды съедобны в сыром и в варёном виде, имеют пряно-горьковатый вкус.
Растение иногда выращивают как декоративное дерево в других регионах с умеренным климатом, включая Европу.
|                                                   |  |  |
| Кора ствола, цветки и листва, плоды среди листьев |  |  |

## Таксономия
|  |                                      |  |                                                        |                                                        |                  |  | ещё 36 семейство (согласно Системе APG IV) | ещё 36 семейство (согласно Системе APG IV) |                    |  |                         |  | род Идезия | род Идезия |  |
|  |                                      |  |                                                        |                                                        |                  |  | ещё 36 семейство (согласно Системе APG IV) | ещё 36 семейство (согласно Системе APG IV) |                    |  |                         |  | род Идезия | род Идезия |  |
|  |                                      |  |                                                        | порядок Мальпигиецветные                               |                  |  |                                            |                                            | триба Flacourtieae |  |                         |  |            |            |  |
|  |                                      |  |                                                        | порядок Мальпигиецветные                               |                  |  |                                            |                                            | триба Flacourtieae |  | вид Идезия многоплодная |  |            |            |  |
|  | отдел Цветковые, или Покрытосеменные |  |                                                        |                                                        | семейство Ивовые |  |                                            |                                            | род Идезия         |  |                         |  |            |            |  |
|  | отдел Цветковые, или Покрытосеменные |  |                                                        |                                                        |                  |  |                                            |                                            |                    |  |                         |  |            |            |  |
|  |                                      |  | ещё 63 порядков цветковых растений (по Системе APG IV) | ещё 63 порядков цветковых растений (по Системе APG IV) |                  |  |                                            | 14 родов                                   | 14 родов           |  |                         |  |            |            |  |
|  |                                      |  |                                                        | ещё 63 порядков цветковых растений (по Системе APG IV) |                  |  |                                            |                                            | 14 родов           |  |                         |  |            |            |  |

### Синонимы
- Cathayeia Ohwi
- Cathayeia polycarpa (Maxim.) Ohwi, in Mayebara, Fl. Austro-Higoensis 86. 1931; cf. Acta Phytotax. & Geobot., Kyoto, 1938, vii. 194, japonice.
- Flacourtia japonica hort. ex Lavallée, Énum. Arbres 41. 1877, pro syn.
- Polycarpa maximowiczii Linden ex Carrière, Rev. Hort. [Paris]. 330. 1868.